# Gaspard-Magdelon-Hubert de Vintimille du Luc
Gaspard-Magdelon-Hubert de Vintimille, Marquis du Luc (* 9. März 1687; † 17. März 1748 in Paris) war ein französischer Adliger und Offizier.

## Leben
Gaspard de Vintimille, 2. Marquis du Luc, Marquis de Savigny-sur-Orge und 5. Marquis de Vins, aus der Familie der Grafen von Marseille war der Sohn und Erbe des Diplomaten Charles-François de Vintimille du Luc und der Neffe des Erzbischofs von Paris Charles Gaspard Guillaume de Vintimille du Luc. Die Familie stammte aus dem alten Feudaladel der Provence und hatte ihren Sitz in Le Luc.
Gaspard-Magdelon-Hubert schlug die militärische Laufbahn ein und wurde im Jahr 1701 als 14-Jähriger Musketier. Während des Spanischen Erbfolgekrieges kämpfte er 1702 bei Nimwegen und 1703 bei Ekeren. 1704 in der flämischen Armee, wo er mit einem Offizierspatent vom 25. Juni eine Kompanie im Kavallerieregiment Ruffey erhielt (im Alter von 17 Jahren): Mit dieser Kompanie schloss er sich der bayerischen Armee an und befehligte sie in der Schlacht bei Höchstädt, wo er zwei so schwere Verwundungen erlitt, dass er nicht lange im Einsatz bleiben konnte.
Danach Mestre de camp (Oberst) eines mit Order vom 22. November 1705 aufgestellten Kavallerieregiments seines Namens (du Luc), befehligte er dieses bei der Belagerung und Schlacht von Turin 1706, in der Dauphiné 1707, 1708 und 1709 sowie in der Rheinarmee 1710, 1711, 1712 und 1713. Im letzteren Jahr war er bei den Belagerungen von Landau und Freiburg im Einsatz.
Nach der Reform seines Regiments wurde der Marquis du Luc mit seiner Kompanie per Befehl vom 10. November in das Regiment de Flèche (später Königlich-Lothringen) eingegliedert. Nach dem Rücktritt seines Vaters Charles François de Vintimille du Luc erhielt er durch königliche Verfügung vom 15. Januar 1715 in Versailles das Gouvernorat der Inseln Porquerolles und Lingoustier sowie die königliche Statthalterschaft (Lieutenance) der Provence. Durch Patent vom 1. Februar 1719 wurde ihm der Rang eines Brigadegenerals verliehen. Im selben Jahr diente er an der spanischen Grenze und wurde durch Patent vom 2. Mai 1725 zum Mestre de camp des Kavallerieregiments von Luc (später Seyssel) ernannt.
Durch Patent vom 20. Februar 1734 wurde er Maréchal de camp (Generalfeldzeugmeister). Er schied aus diesem Regiment aus und war vom 1. Mai 1735 bis Ende Oktober 1736 in Flandern eingesetzt. Durch Brevet vom 1. März 1738 wurde er Generalleutnant der Armeen des Königs (Lieutenant général des armées du Roi), übte diese Funktion aber nicht aus. 1732 erhielt er die Herrschaft Savigny als Geschenk; 1/5 von seinem Vater und 4/5 von seinem Onkel, dem Erzbischof von Paris, Pair und Primas von Frankreich.
Er war seit 1714 mit Marie Charlotte de Refuge (1687–1756) verheiratet. Ein Sohn aus dieser Ehe war der General Jean-Baptiste Félix Hubert de Vintimille du Luc, Comte de Vintimille (1720–1777), verheiratet (1739) mit Pauline Félicité de Mailly-Nesle.
Er war Mitglied des militärischen Ordens vom hl. Ludwig. Sein Bildnis wurde von Rigeaud gemalt.